# Ratomir Dujković
Ratomir Dujković (srbskou cyrilicí Ратомир Дујковић;  * 24. února 1946, Borovo) je bývalý jugoslávský fotbalový brankář srbské národnosti. Po skončení aktivní kariéry působil jako trenér.

## Fotbalová kariéra
Hrál za Crvenu zvezdu Bělehrad, ve Španělsku za Real Oviedo, a po návratu do Jugoslávie za NK Osijek a Galeniku Zemun. S Crvenou zvezdou získal čtyři mistrovské tituly a čtyři vítězství v jugoslávském fotbalovém poháru. V Poháru mistrů evropských zemí nastoupil ve 16 utkáních, v Poháru vítězů pohárů nastoupil v 6 utkáních, v Poháru UEFA nastoupil v 1 utkání a ve Veletržním poháru nastoupil v 1 utkání. Za reprezentaci Jugoslávie nastoupil v roce 1971 ve 4 utkáních. Byl členem stříbrné reprezentace Jugoslávie na Mistrovství Evropy ve fotbale 1968, ale v zápase nenastoupil.

## Ligová bilance
| Ročník                          | Zápasy | Góly | Klub                   |
| ------------------------------- | ------ | ---- | ---------------------- |
| Jugoslávská Prva liga 1962/1963 | 1      | 0    | Crvena zvezda Bělehrad |
| Jugoslávská Prva liga 1963/1964 | 0      | 0    | Crvena zvezda Bělehrad |
| Jugoslávská Prva liga 1964/1965 | 12     | 0    | Crvena zvezda Bělehrad |
| Jugoslávská Prva liga 1965/1966 | 6      | 0    | Crvena zvezda Bělehrad |
| Jugoslávská Prva liga 1966/1967 | 22     | 0    | Crvena zvezda Bělehrad |
| Jugoslávská Prva liga 1967/1968 | 28     | 0    | Crvena zvezda Bělehrad |
| Jugoslávská Prva liga 1968/1969 | 31     | 0    | Crvena zvezda Bělehrad |
| Jugoslávská Prva liga 1969/1970 | 33     | 0    | Crvena zvezda Bělehrad |
| Jugoslávská Prva liga 1970/1971 | 31     | 0    | Crvena zvezda Bělehrad |
| Jugoslávská Prva liga 1971/1972 | 29     | 0    | Crvena zvezda Bělehrad |
| Jugoslávská Prva liga 1972/1973 | 8      | 0    | Crvena zvezda Bělehrad |
| Segunda División 1974/1975      | 37     | 0    | Real Oviedo            |
| Primera División 1975/1976      | 29     | 0    | Real Oviedo            |
| Segunda División 1976/1977      | 34     | 0    | Real Oviedo            |
| Jugoslávská Prva liga 1977/1978 | 22     | 0    | NK Osijek              |
| Jugoslávská Prva liga 1978/1979 | 32     | 0    | NK Osijek              |
| Jugoslávská Prva liga 1979/1980 | 30     | 0    | NK Osijek              |
| 2. jugoslávská liga 1980/1981   | -      | -    | Galenika Zemun         |
| 2. jugoslávská liga 1981/1982   | -      | -    | Galenika Zemun         |
| Jugoslávská Prva liga 1982/1983 | 23     | 0    | Galenika Zemun         |
| CELKEM 1. jugoslávská liga      | 308    | 0    |                        |
| CELKEM Primera División         | 29     | 0    |                        |